# Kathryn North
Kathryn Norte es una  médica pediatra, neuróloga, y genetista clínica. En 2013, fue nombrada Directora del Murdoch Childrens Instituto de Investigaciones y fue nombrada David Danks profesora de investigaciones de Salud del Niño en la Universidad de Melbourne. En 2012, fue nombrada presidenta  de la Salud Nacional y Comité del Consejo de Estudios Médicos. En 2014, fue nombrada vicecatedrática de la Alianza Global de Genómica y Salud y cocatedrática de su Grupo de Trabajo Clínico.
En 1994, recibió un doctorado en neurogenética por la Universidad de Sídney y más tarde completó una beca posdoctoral del Programa de Genética en la Escuela Médica de Harvard . Sus investigaciones se centran en bases moleculares y genética de desórdenes de músculo heredado que incluyen distrofias musculares y miopatías congénitas, y del rendimiento atlético de élite. Sus investigaciones  clínicas se centran en déficits cognitivos en neurofibromatosis tipo 1 y estrategias de intervención para niños con incapacidades y miopatías heredadas.

## Premios
- Sunderland Premio de la Sociedad de Neurociencia australiana (2000)
- Sutherland Lecturership por la Sociedad de Genética Humana de Australasia (2008)
- Glaxo Herrero Kline Premio de Australia para Excelencia de Búsqueda (2011)
- Ramaciotti Medalla por la Excelencia en Biomedical Búsqueda (2012)
- Miembro del Orden de Australia (SOY) para servicio a medicina en el campo de estudios neuromusculares y neurogenética (2012)
- Miembro fundante de la Academia australiana de Salud y Ciencia Médica (2014)